# Alexandra Borbély
Alexandra Borbély (Nitra, 4 de septiembre de 1986) es una actriz de teatro y cine húngara eslovaca que actúa en películas húngaras, notable por su papel de Mária en la película En cuerpo y alma, por la cual ganó el reconocimiento de Mejor Actriz en el European Film Awards.

## Biografía
Borbély nació en Nitra (entonces parte de Checoslovaquia ), y tiene dos hermanos: uno menor, Dávid, y Dominika.
Borbély se graduó de una escuela secundaria en Komárno y de la Academia de Artes Escénicas en Bratislava , y luego fue a Budapest para estudiar actuación. Desde su graduación en 2012 de la Universidad de Teatro y Artes Cinematográficas , trabaja en el Teatro József Katona en Budapest.  En 2017 ganó el premio a la actriz europea en los European Film Awards por su actuación en En cuerpo y alma.

## Filmografía
- Swing (2014)
- En cuerpo y alma (2017)